# Jono Gibbes
Pour les articles homonymes, voir Gibbes.

a Compétitions nationales et continentales officielles uniquement.

b Matchs officiels uniquement.
Dernière mise à jour le 14 juin 2018.
 Jonathan (Jono) Brian Gibbes, né le 22 janvier 1977 à Henderson, est un joueur et entraîneur de rugby à XV néo-zélandais jouant avec les All-Blacks et les Chiefs au poste de deuxième ligne ou de troisième ligne aile.
De 2021 à 2023, il est entraîneur principal de l'ASM Clermont Auvergne, après avoir été successivement entraîneur des avants du Leinster et de l'ASM Clermont Auvergne, puis entraîneur en chef de l'Ulster, de Waikato et du Stade rochelais.

## Carrière

### Club et province
Il a débuté dans le Super 12 en 2001. Il a disputé onze matchs de Super 12 en 2004 et dix en 2005.

### Entraîneur
Jono Gibbes devient entraîneur en 2008. Il occupe le poste d'entraîneur des avants du Leinster, il est successivement l'adjoint des entraîneurs Michael Cheika, Joe Schmidt puis Matt O'Connor.
Il quitte le Leinster à l'été 2014 pour devenir entraîneur des avants de l'ASM Clermont Auvergne auprès de Franck Azéma, promu entraîneur en chef. Le 13 février 2017, l'ASM Clermont Auvergne annonce qu'il quittera le club la saison suivante pour devenir l'entraîneur en chef de l'Ulster. Il y reste une seule saison et décide de rentrer au pays pour entraîner la province de Waikato en 2018.
Le 14 juin 2018, le Stade rochelais annonce que Jono Gibbes est nommé directeur sportif pour les quatre prochaines années.
En avril 2021, Gibbes est nommé entraîneur en chef de l'ASM Clermont Auvergne. Il succède à Franck Azéma, en poste depuis 2014. Son contrat court de la saison 2021-2022 à la saison 2023-2024. Il est démis de ses fonctions en janvier 2023 en raison des mauvais résultats du club.

#### Bilan
| Saison      | Club            | Division      | Poste              | Classement                | Coupe d'Europe                | Challenge européen |
| ----------- | --------------- | ------------- | ------------------ | ------------------------- | ----------------------------- | ------------------ |
| 2008 - 2009 | Leinster        | Celtic League | Avants             | 3e                        | Champion d'Europe             | -                  |
| 2009 - 2010 | Leinster        | Celtic League | Avants             | Défaite en finale         | Éliminé en demi-finale        | -                  |
| 2010 - 2011 | Leinster        | Celtic League | Avants             | Défaite en finale         | Champion d'Europe             | -                  |
| 2011 - 2012 | Leinster        | Pro12         | Avants             | Défaite en finale         | Champion d'Europe             | -                  |
| 2012 - 2013 | Leinster        | Pro12         | Avants             | Champion du Pro12         | Éliminé en poule              | Vainqueur          |
| 2013 - 2014 | Leinster        | Pro12         | Avants             | Champion du Pro12         | Éliminé en quart-de-finale    | -                  |
| 2014 - 2015 | ASM Clermont    | Top 14        | Avants             | Défaite en finale         | Défaite en finale             | -                  |
| 2015 - 2016 | ASM Clermont    | Top 14        | Avants             | Éliminé en demi-finale    | Éliminé en poule              | -                  |
| 2016 - 2017 | ASM Clermont    | Top 14        | Avants             | Champion de France        | Défaite en finale             | -                  |
| 2017 - 2018 | Ulster          | Pro14         | Entraîneur en chef | 4e de la conférence B     | Éliminé en poule              | -                  |
| 2018 - 2019 | Stade rochelais | Top 14        | Directeur sportif  | Éliminé en demi-finale    | -                             | Défaite en finale  |
| 2019 - 2020 | Stade rochelais | Top 14        | Directeur sportif  | 5e (arrêt du championnat) | Éliminé en poule              | -                  |
| 2020 - 2021 | Stade rochelais | Top 14        | Directeur sportif  | Défaite en finale         | Défaite en finale             | -                  |
| 2021 - 2022 | ASM Clermont    | Top 14        | Entraîneur en chef | 7e                        | Éliminé en huitième de finale | -                  |

## Palmarès

### En tant que joueur
- Vainqueur du National Provincial Championship en 2006 avec Waikato.

### En tant qu'entraîneur
- Avec le Leinster Rugby
  - Vainqueur de la Coupe d'Europe en 2009, 2011 et 2012.
  - Vainqueur du Challenge européen en 2013.
  - Vainqueur de la Ligue Celte (Pro12) en 2013 et 2014.
  - Finaliste de la  Ligue Celte (Pro12) en 2010, 2011 et 2012.
- Avec l'ASM Clermont
  - Vainqueur du Championnat de France en 2017.
  - Finaliste de la Coupe d'Europe en 2015 et 2017.
  - Finaliste du Championnat de France en 2015.
- Avec Waikato
  - Vainqueur de la Mitre 10 Cup en 2018.
- Avec le Stade rochelais
  - Finaliste de la Coupe d'Europe en 2021.
  - Finaliste du Challenge européen en 2019.
  - Finaliste du Championnat de France en 2021.

### En équipe nationale
Il a disputé son premier test match le 12 juin 2004 contre l'équipe d'Angleterre. Il a aussi disputé quatre matchs avec les Māori de Nouvelle-Zélande.

## Statistiques en équipe nationale
- Nombre de matchs avec les Blacks : 8
- Matchs avec les Blacks par année : 7 en 2004, 1 en 2005